# Sankt Stefan ob Leoben
Sankt Stefan ob Leoben est une commune autrichienne du district de Leoben en Styrie.